# مارك هنزل
مارك هنزل (بالألمانية: Marc Hensel)‏ (17 أبريل 1986 في ألمانيا - ) هو لاعب كرة قدم ألماني (وحمل سابقاً جنسية ألمانيا الشرقية) في مركز الوسط. لعب مع إرتسغيبيرغه آوه وإنيرجي كوتبوس ودينامو دريسدن وكيمنتزر.

## وصلات خارجية
- مارك هانسل على موقع قاعدة بيانات كرة القدم.إي يو (الإنجليزية)
- مارك هانسل على موقع بيانات كرة القدم. دي إي (الألمانية)
- مارك هانسل على موقع Soccerway.com (الإنجليزية)
- مارك هانسل على موقع عالم كرة القدم.نت (الإنجليزية)